# Synergia węglowo-jądrowa
Synergia węglowo-jądrowa - proces wykorzystania ciepła reaktora jądrowego do przeprowadzania reakcji chemicznych, w tym do otrzymywania węglowodorów z wody i węgla lub dwutlenku węgla.
Synergia węglowo-jądrowa polega na podgrzewaniu wody przez nowoczesny reaktor jądrowy typu HTR (the High Temperature Reactor) do temperatury 900-1000 °C.
Wodór wykorzystywany jest w procesie uwodorniania węgla w celu wytworzenia benzyny syntetycznej. Pozwala to na wytworzenie benzyny syntetycznej w ilości około 600 kilogramów z tony węgla. Może być również wykorzystana w przyszłości do wytwarzania paliw dla ogniw wodorowych np. w samochodach.
Tlen jest wykorzystywany do efektywniejszego spalania węgla, w procesie tym do atmosfery nie przedostaje się dwutlenek węgla, gdyż jest on wykorzystywany w obiegu zamkniętym przez zakłady chemiczne.
Autorzy mają nadzieję, że wdrożenie technologii rozwiąże problem kosztów związanych z kupowaniem limitów emisji dwutlenku węgla.
Projekt jest dopiero w sferze badań laboratoryjnych, będzie opłacalny przy cenie ropy 80-90 dolarów za baryłkę.